# Agulha (arquitetura)

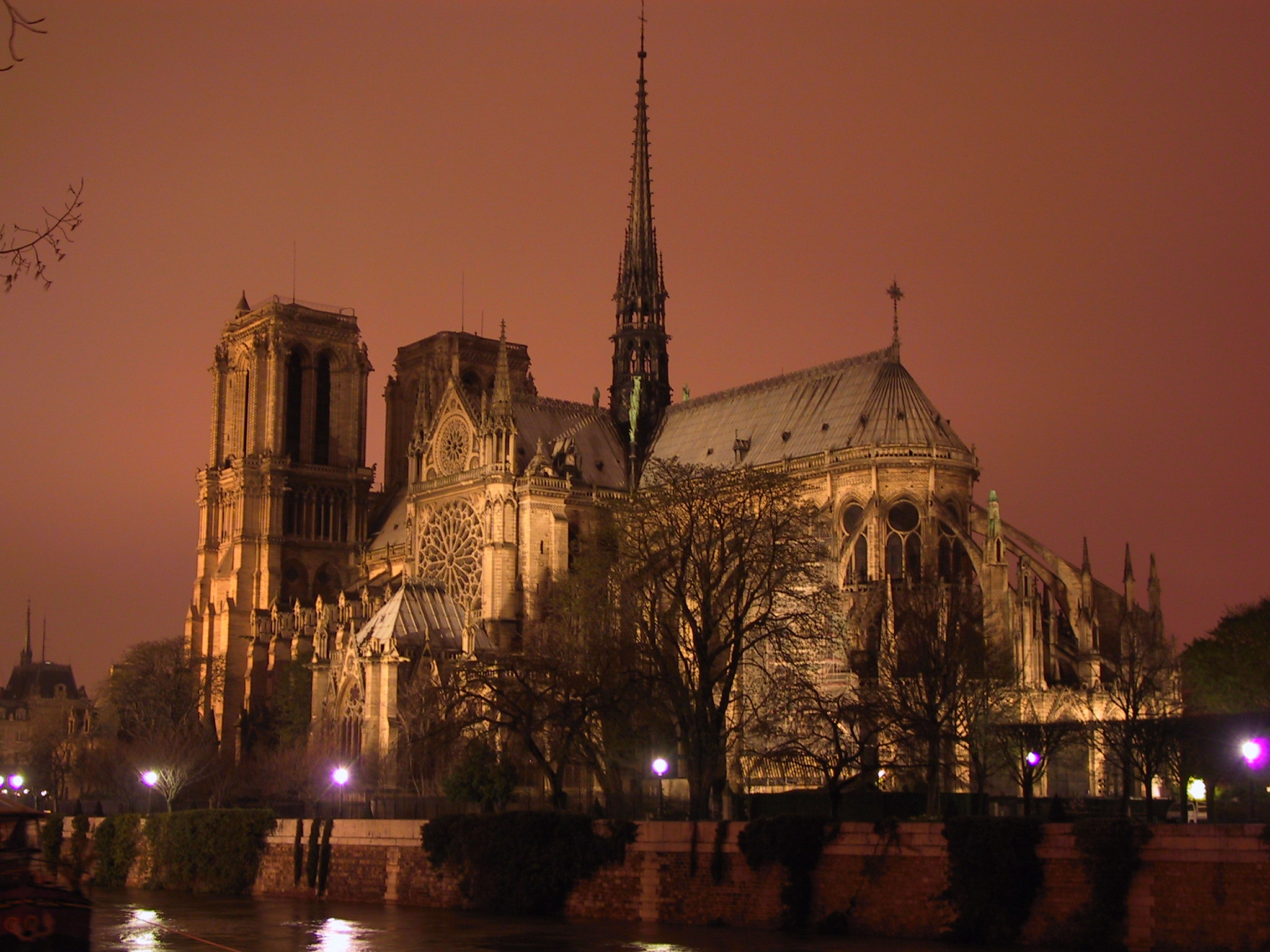
Vista da catedral de Notre Dame, em Paris, vendo-se a agulha

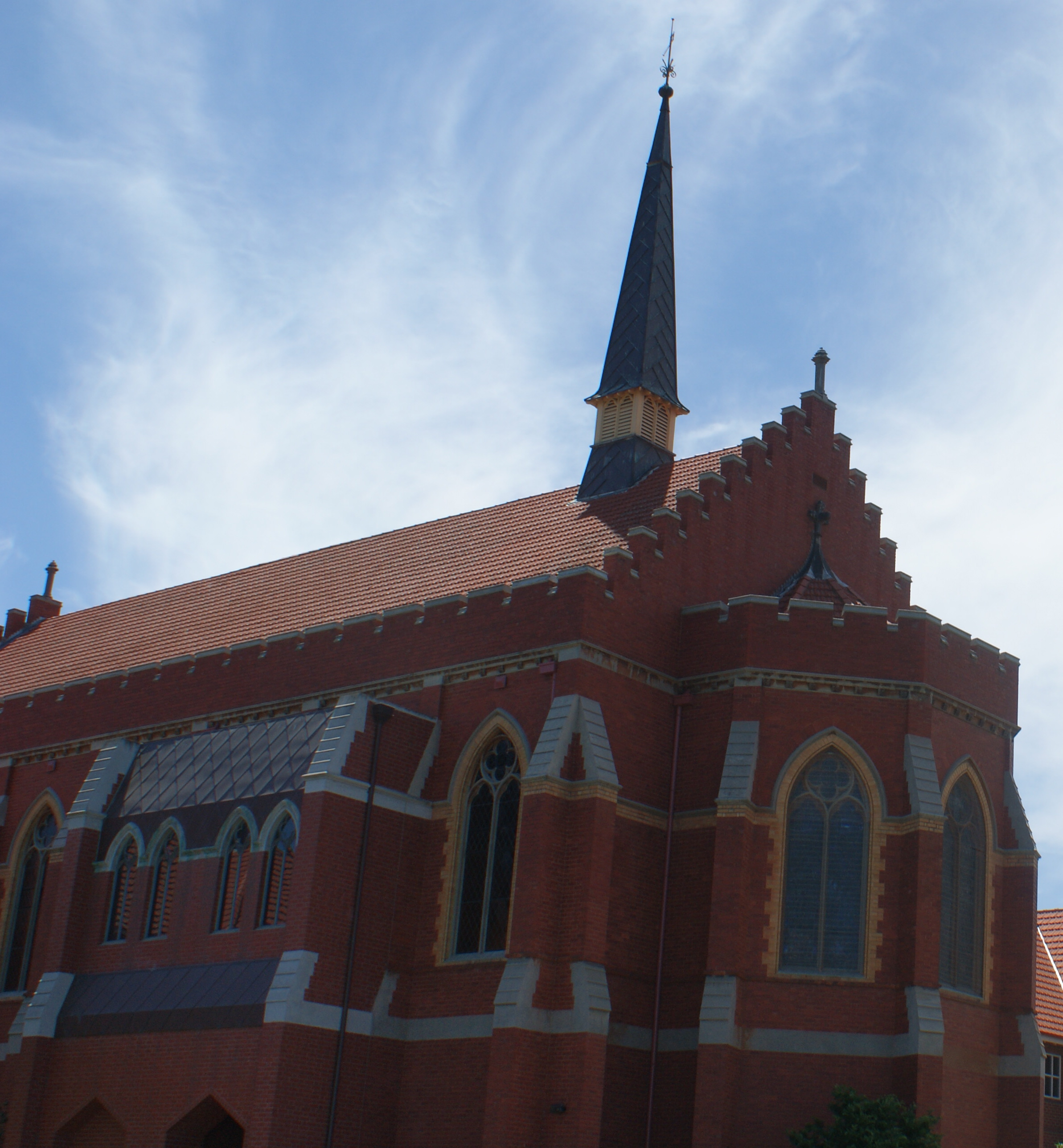
Agulha do Memorial Hall em Scotch College, em Melbourne

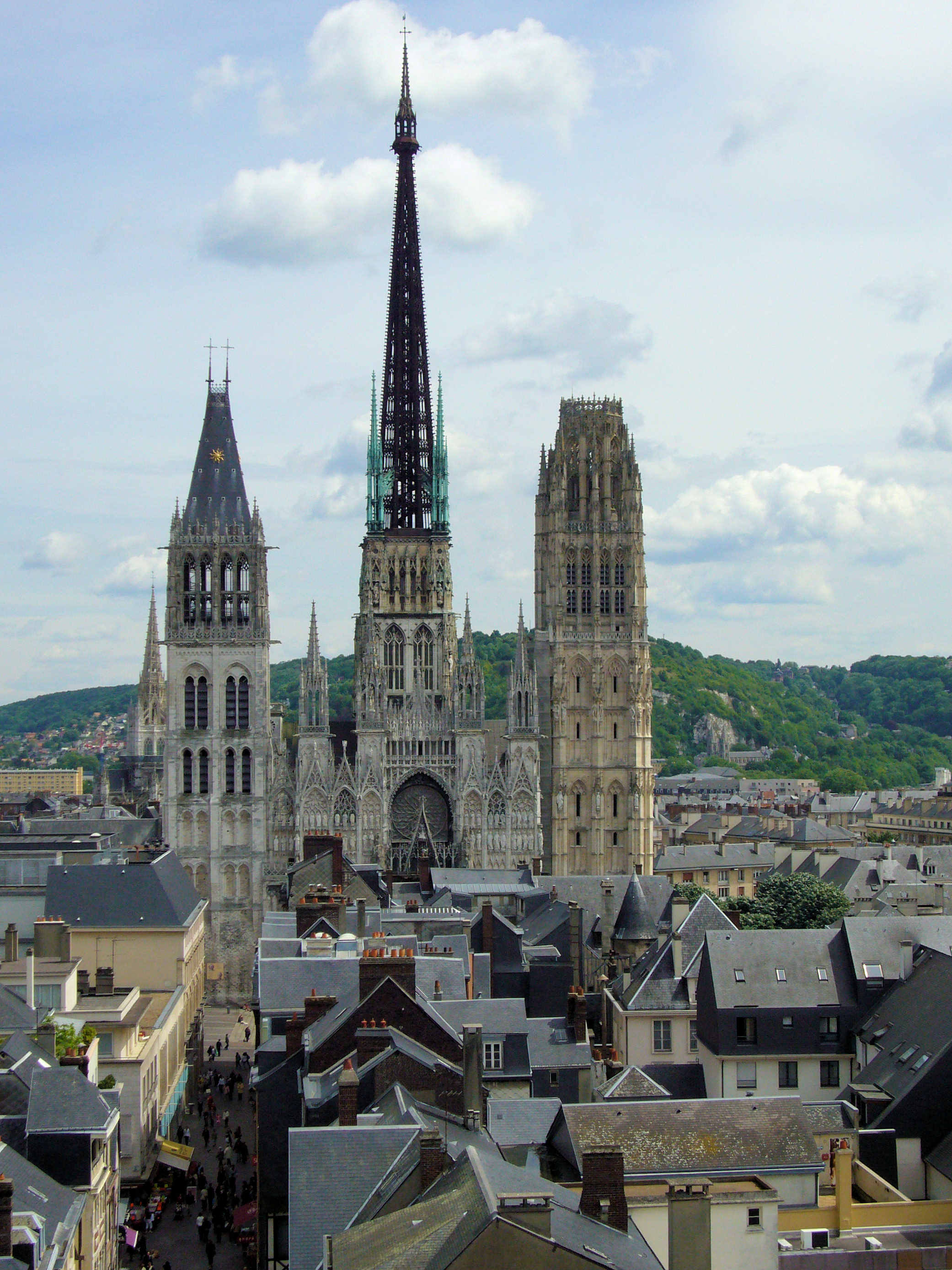
Agulha na Catedral de Ruão

Uma agulha ou flecha é um elemento de arquitectura composto por um coruchéu de madeira coberto de chumbo. Localiza-se normalmente nas cristas dos telhados de igrejas ou catedrais, muitas vezes de pequena dimensão. Versões maiores podem ser encontradas em catedrais como a Catedral de Amiens, Notre Dame de Paris e a Catedral de Coventry.
A maior agulha do mundo foi construída no final do século XIX para a Catedral de Ruão, com uma altura de 157 metros (520 pé).